# Неоплазма

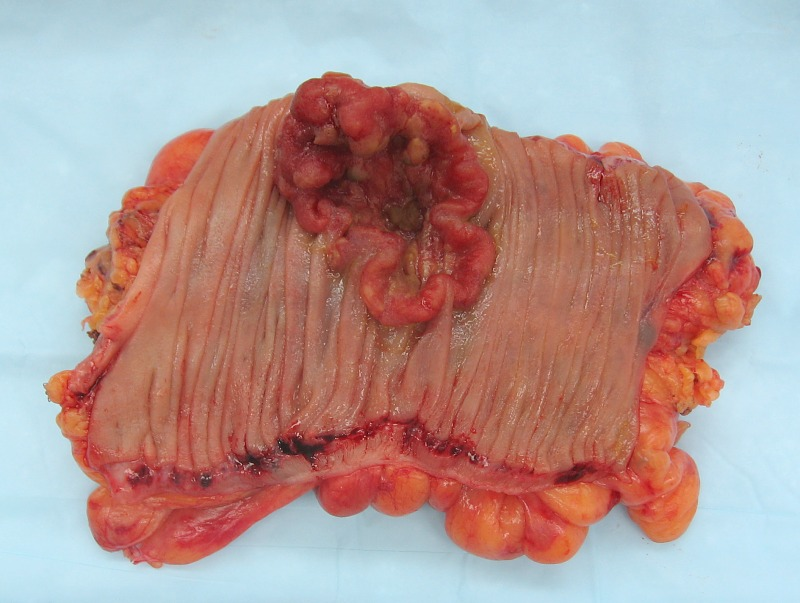
Знесену частину товстої кишки з раком товстої кишки. У середині темно-червона частина — пухлина, яка показує неконтрольований ріст клітин

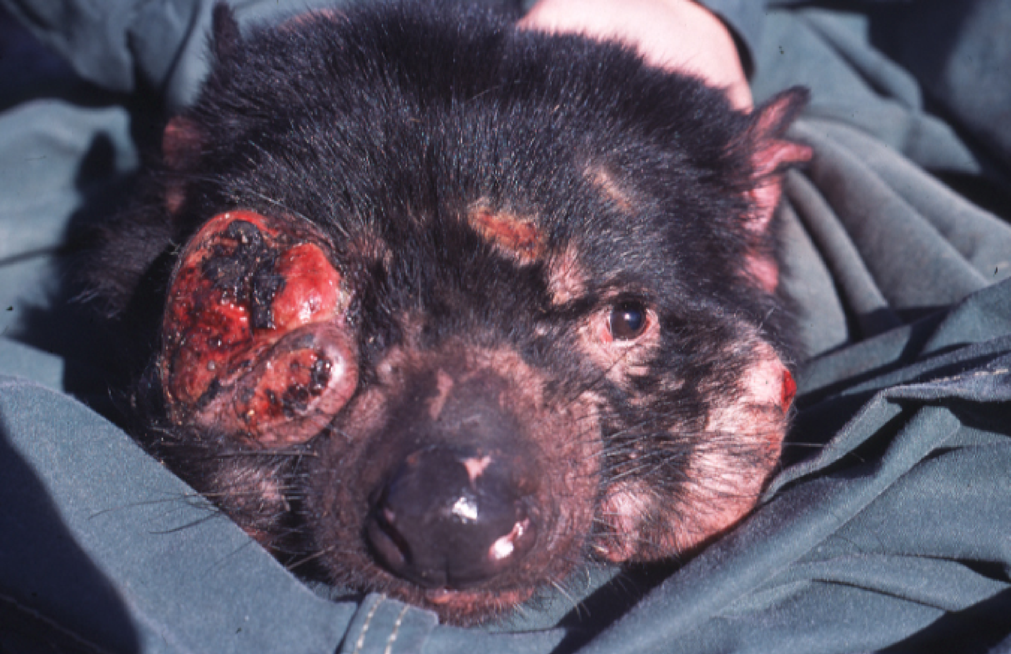
Тасманійський диявол з пухлиною

Неоплазма (від англ. neoplasm, /ˈniːoʊplæzəm, ˈniːə-/) — це тип аномального та надмірного розростання тканини. Процес, у результаті якого утворюється або виникає неоплазма, називається неоплазією. Ріст неоплазми не узгоджений із ростом нормальної навколишньої тканини і продовжується навіть після усунення початкового тригера. Це аномальне розростання зазвичай формує масу, яку можуть називати пухлиною (tumour або tumor).
У класифікації МКХ-10 неоплазми поділяються на чотири основні групи: доброякісні неоплазми, неоплазми in situ, злоякісні неоплазми та неоплазми невизначеної або невідомої поведінки. Злоякісні неоплазми також відомі як рак і є основним об'єктом досліджень онкології.
Перед виникненням аномального росту тканини, такого як неоплазія, клітини часто проходять через аномальні патерни росту, такі як метаплазія або дисплазія. Однак метаплазія чи дисплазія не завжди прогресують до неоплазії та можуть виникати за інших умов.
Термін «неоплазма» походить від давньогрецьких слів νέος- (нео, «новий») і πλάσμα (плазма, «формування, створення»).
Пухлини можуть виникати у людей і тварин. У людей пухлини можуть виникати через те, що генетичний код клітин занадто модифікований, що призводить до неконтрольованого поділу та розширення уражених клітин. Тасманійські дияволи в Тасманії, Австралія, знаходяться під загрозою вимирання через злоякісну пухлину, яка росте на їх обличчі.